# Vicente Dutra

Localización de Vicente Dutra.

Vicente Dutra es un municipio brasileño del estado de Rio Grande do Sul.
Se encuentra ubicado a una latitud de 27º09'43" Sur y una longitud de 53º24'19" Oeste, a una altitud de 289 metros sobre el nivel del mar. Su población estimada para el año 2004 era de 5.874 habitantes.
Ocupa una superficie de 195,12 km².
- Datos: Q1758321
- Multimedia: Vicente Dutra / Q1758321